# Harley-Davidson Road King
La Road King è una motocicletta stradale costruita dall'Harley-Davidson dal 1994

## Il contesto
Il granitico faro centrale cromato coperto da un guscio cromato chiamato “nacelle”, e le dimensioni generose appartenenti a tutte le Harley Davidson della famiglia touring, sono gli elementi stilistici distintivi del Road King. La protezione aerodinamica è assicurata da un parabrezza removibile con fissaggi a sgancio rapido, sufficiente per riparare il guidatore da aria e pioggia. Altra differenza che distingue il Road King dalle altre motociclette dalla famiglia touring sono il cruscotto centrale con strumento posto sul serbatoio. Erede del modello Harley Davidson FL Hydra-Glide nato nel 1949, la Road King rimane tra le Harley Davidson più iconiche e resistenti alla prova del tempo, per il suo stile rétro.

## Modelli ed evoluzione
1994: Nasce ufficialmente la FLHR Road King. Motore Evolution 1340 a carburatore. 
1996: Dopo due anni dalla sua presentazione, alla versione a Carburatore viene offerta anche la versione ad iniezione elettronica FLHRI Road King mantenendo sempre come cuore pulsante il bicilindrico Evolution 1340.
1998: In quest’anno il catalogo Harley Davidson, offre una terza scelta per questo modello, la FLHRC dove la “C” sta per Classic. Questa versione si differenzia dalle altre per le borse semirigide a bauletto rivestite in vinile, i cerchioni a raggi e pneumatici “nostalgia” o “white wall” a fascia bianca.
1999: Viene sostituito il motore EVO con il nuovo Twin Cam 88 (1450 cm³).
2004: Nasce una terza versione, la FLHRSI Road King Custom. I suoi tratti distintivi sono una nuova sospensione posteriore ribassata, manubrio “beach bar” rivolto verso il guidatore, una nuova “nacelle” sul faro con palpebra cromata, borse in vinile a bauletto con una linea più semplice rispetto alla versione Classic, frecce bullet fissate al manubrio e assenza dei faretti supplementari “passive lamp”. Un Road King un po’ più rozzo e cattivo, senza però tralasciare le caratteristiche di comodità turistica peculiari di questa famiglia.
2007: In quest’anno il motore passa al nuovo Twin Cam 96 ad iniezione con nuovo cambio a 6 marce. Nuove anche le sospensioni posteriori a aria regolabili. Con l’entrata del Twin Cam aggiornato alla cilindrata 1580, sparisce definitivamente la possibilità di avere un Road King a carburatore. Anche dalle sigle identificative sparisce la “I”.
2008: Sparisce la versione Custom. Viene introdotto come optional il nuovo impianto frenante Brembo con ABS. Il serbatoio è stato maggiorato passando da 5 a 6 galloni di capacità. Nuova farfalla motore elettronica, non più comandata da cavi, ma elettronicamente direttamente dal nuovo acceleratore elettronico (drive by wire). Nuovo IDS (Isolated Drive System) sistema anti vibrazioni posizionato sul pignone posteriore, per diminuire le vibrazioni.
2009: Il telaio viene completamente ridisegnato, come il passaggio degli scarichi 2-1-2. Adottata una ruota posteriore da 180 ed una anteriore da 17 pollici. Il nuovo telaio aumenta di 31 kg la capacità di carico della moto. Tutto il telaio è basato sulla culla centrale e tutto il parafango posteriore è fissato a sbalzo.
2011: In quest’anno sulla gamma Road King viene messo come oprional il nuovo motore Twin Cam 103 da 1690 cm³ (otional 1000 € in più rispetto al Twin Cam 96). 
2014: La rivoluzione di quest’anno si chiama “Project RUSHMORE”, decine di migliorie piccole e grandi vanno a migliorare l’esperienza di guida. Tra le più importanti il nuovo impianto franante Brembo “Reflex” con ABS. Di serie 
2017: Viene messo da parte definitivamente il motore Twin Cam in favore del nuovo 8 valvole Milwaukee Eight 107 (1745 cm³). Le novità più importanti oltre al nuovo motore sono la forcella anteriore Showa SDBV con steli da 49 mm, i nuovi cerchi. Quest’anno vede l’introduzione del modello “Special”, che si contraddistingue dalle altre per essere “all black”. Motore, carter, scarichi e comandi completamente neri. Assenza luci supplementari e un nuovo manubrio “mini-ape” rigorosamente nero.

## Curiosità
- Lo scrittore e conduttore televisivo Roberto Parodi, a bordo della sua FLHR Road King 1340, ha compiuto numerosissimi viaggi attraverso Asia, Est Europa ed Africa. Nel 2009 un raid da Milano a Nuova Delhi lungo 7853 km in 14 giorni. Nessun'altra moto da strada ha raggiunto Nuova Delhi in un tempo più breve[1]. Sempre a bordo del Road King nello stesso anno ha raggiunto l’Algeria percorrendo 5000 km sulla transahariana (asfaltata), pista solo gli ultimi km verso il massiccio dell'Assekrem, obiettivo del viaggio. Al tempo nessuna altra "Harley Davidson" aveva mai effettuato tale viaggio[2]. Nel 2012 ha completato la Transafrica, da Milano a Città del Capo (Sudafrica) in 36 giorni e 14770 Km, attraversando la Libia come prima motocicletta straniera ad effettuare questo viaggio dopo la caduta del regime di Gheddafi.

- Nella serie televisiva Sons of anarchy, i Mayans (charter rivale dei SAMCRO) utilizzano rigorosamente Harley Davidson Road King con ape hanger e ruote anteriori da 21 pollici.